# 발터 오이켄

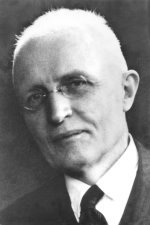

발터 오이켄(Walter Eucken, 1891년 1월 17일 – 1950년 3월 20일)은 프라이부르크 학파 경제학자이자 질서자유주의의 옹호자였다. 그는 사회적 시장 경제 개념의 발전과 많은 관련이 있는 인물이다.
오이켄은 1891년 1월 17일 작센바이마르아이제나흐 대공국(현재 튀링겐)의 예나에서 태어났다. 제1차 세계 대전이 끝난 후 오이켄은 베를린 대학교로 가서 1921년에 정교수가 되었다. 1925년 그는 튀빙겐으로 옮겼고, 1927년 프라이부르크 대학으로 옮겨 남은 생애 동안 머물렀다. 나치 시대에 마틴 하이데거는 프라이부르크 대학의 수장(총장)이 되어 강의했다. 1930년대 그의 강연 중 일부는 지역 나치 학생회에서 항의를 불러 일으키기도 했다. 제2차 세계 대전 이후, 오이켄의 이론은 전후 독일 체제에 많은 영향을 끼친 사회적 시장 경제 개념에 영향을 주었고. 루트비히 에르하르트의 자문위원회 위원으로서 그는 서독의 경제 시스템 재건을 도왔다. 1950년 3월 20일 사망했다.
오이켄의 질서자유주의는 국가가 경제적 자유가 번성할 수 있는 정치적 틀을 제공할 임무를 가지고 있다고 주장한다. 경쟁 질서를 유지하기 위해 불공정 거래로 인한 독과점 방지 등을 정부가 개입해 차단해야 한다는 것이다. 질서자유주의는 개인, 기업 및 단체의 경제적 힘에 제한을 두는 것을 목표로 한다.